# Bitwa nad jeziorami mazurskimi (1914)

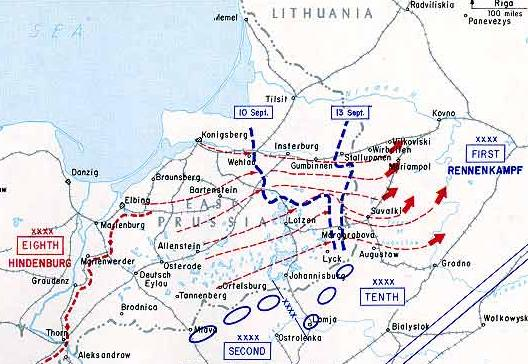
Bitwa nad jeziorami mazurskimi

Bitwa nad jeziorami mazurskimi (1914) – jedna z bitew operacji wschodniopruskiej, która odbyła się w dniach 8–15 września 1914 roku, na terenie Prus Wschodnich między wojskami Niemieckiej 8 Armii i Rosyjskiej 1 Armii.
Bitwa ta była częścią działań ofensywnych podjętych przez armię niemiecką po zwycięskiej bitwie pod Tannenbergiem. Wojska rosyjskie poniosły duże straty i zostały zmuszone do wycofania się poza granice Cesarstwa Niemieckiego.

## Geneza
Po zwycięskiej bitwie pod Tannenbergiem, dowództwo niemieckie musiało podjąć trudną decyzję: skierować 8 Armię na południe, przeciwko 4 Armii rosyjskiej uwikłanej w walki z siłami austro-węgierskimi czy przystąpić do działań przeciwko 1 Armii generała Pawła Rennekampfa, znajdującej się w północnej części Prus Wschodnich.
Dowództwo austro-węgierskie, które zmagało się z serią porażek w Galicji, popierało realizację pierwszego wariantu. Przyjęcie go niosło za sobą poważne zagrożenie, bowiem armia Rennenkampfa mogłaby zagrozić tyłom 8 Armii i opanować Prusy Wschodnie. Zdecydowano o wykonaniu zwrotu zaczepnego przeciwko 1 Armii, co było zgodne z planem pierwotnym, zakładającym powstrzymanie armii rosyjskiej, wkraczającej na ten obszar.
Od 1 września 1914 roku do 8 Armii zaczęły napływać posiłki, skierowane do niej jeszcze przed bitwą pod Tannenbergiem. Były to dwa korpusy piechoty i dywizja kawalerii. 8 Armia rozporządzała więc łączną siłą przeliczeniową ośmiu i pół korpusu piechoty oraz dwiema dywizjami kawalerii. Po zakończeniu pościgu za rozgromioną armią generała Aleksandra Samsonowa większość sił niemieckich zwrócono przeciwko lewemu skrzydłu Rennenkampfa, co dawało doskonałą możliwość pobicia go i wyjścia na tyły nieprzyjaciela. Na tym odcinku Niemcy mieli wówczas cztery korpusy, a więc 96 batalionów, 84 baterie artylerii polowej (504 działa) i 14 baterii artylerii ciężkiej (56 dział), wobec zaledwie półtora korpusu rosyjskiego, jednej dywizji i jednej brygadzie (72 bataliony, 200 dział polowych i 18 dział ciężkich). Dawało to Niemcom znaczną przewagę, zwłaszcza w artylerii i rokowało ogromne nadzieje na sukces.
Dowództwo 8 Armii zdecydowało jednak przeprowadzić ofensywę poprzez uderzenie na Rennekampfa, między Pregołą (Prieger) a Węgoborkiem (Angerburg, obecnie Węgorzewo) i wykonanie manewru oskrzydlającego od Lecu (Loetzen, obecnie Giżycko) na południe, zaś prawe skrzydło armii miało osłaniać kierunek z Osowca i Augustowa. Pozycje wyjściowe do natarcia wojska niemieckie miały zająć do 7 września: korpusy lewego skrzydła na linii Frydland (Frydląd, Friedland, obecnie Prawdinsk) – Rastembork (Rastenburg, obecnie Kętrzyn), korpusy wykonujące manewr oskrzydlający na linii Lec (Loetzen, obecnie Giżycko) – Ruciane (Rudczany, Ruciany, Rudczanny, obecnie Ruciane-Nida) – Mikołajki (Nikolaiken) w kierunku na Orzysz (Arys), kawaleria (sformowana w korpus jazdy) w rejonie Wydmin (Widminnen). Znajdująca się na prawym skrzydle, 3 Rezerwowa DP miała zająć rejon między Białą Piską a Drygałami (Drygallen, Drigelsdorf). Początek natarcia wyznaczono na 8 września.
Sztab Frontu Północno-Zachodniego postanowił jak najszybciej odtworzyć 2 Armię, powierzając jej dowództwo gen. Scheidemanowi. Zakładano, iż Niemcy wykonają uderzenie na południe, w celu odciążenia armii austro-węgierskich. Postanowiono zatem, aby 1 Armia przeszła do działań zaczepnych w Prusach Wschodnich i utworzono jednocześnie nową, 10 Armię, której dowództwo powierzono generałowi Radkiewiczowi, zastąpionemu później przez generała Fluga. 10 Armia miała składać się z czterech korpusów: 3 Syberyjskiego, XXII, I Turkiestańskiego i II Kaukaskiego. Początek działań zaczepnych zaplanowano na 14 września, bowiem do tego czasu miała być odtworzona 2 Armia i skoncentrowane w rejonie Ełku (Łyck, Lyck) korpusy XXII i III Syberyjski. Do tego czasu, armie 1 i 10 miały opanować przesmyki między jeziorami Niegocin (Löwentinsee) i Śniardwy (Spirdingsee) oraz zdobyć Mikołajki, Ryn (Rhein) i Lec (Giżycko). Odtwarzana 2 Armia miała zajmować odcinek między Kadzidłem a Przasnyszem, na południowej flance ugrupowania rosyjskiego.
Generał Jakow Żyliński [dowódca Frontu Północno-Zachodniego] w swej koncepcji natarcia upiera się nieodmiennie przy poprzednim zamiarze podwójnego oskrzydlenia, zabezpieczając się już tym razem przed rozdzieleniem sił, przez uprzednie opanowanie linii jezior. [...] I tym razem nie uzgodnił swych zamierzeń z możliwościami, nie przeprowadził niezbędnej kalkulacji sił, czasu i przestrzeni.
Ogółem siły rosyjskie skupione na tym froncie liczyły 9 korpusów, 7 dywizji rezerwy i 7,5 dywizji jazdy. Była to więc potężna masa wojsk, została jednak rozciągnięta na przestrzeni ponad 250km i nie była jeszcze skoncentrowana. Tylko część tych sił (4 korpusy, 4 dywizje rezerwowe i 5,5 dywizji kawalerii) przeznaczono bezpośrednio do działań zaczepnych. Reszta miała pełnić osłonę południowej flanki. Najgorsze położenie miała 1 Armia, bowiem jej prawe skrzydło zagrożone było przez twierdzę w Królewcu (Koenigsberg), zaś lewe przez twierdzę w Lecu (Giżycku). Uderzenie niemieckie z rejonu Twierdzy Boyen (Lec, obecnie Giżycko) mogło być katastrofalne w skutkach, także i dlatego, iż lewa flanka rosyjskiej 1 Armii była najsłabsza – tworzył ją tylko II Korpus. Wprawdzie to skrzydło miało być wzmocnione przez 10 Armię, lecz jak wspomniano wcześniej, nie mogła ona zakończyć koncentracji przed 14 września. Do tego czasu 1 Armia zagrożona była obejściem z lewej flanki.

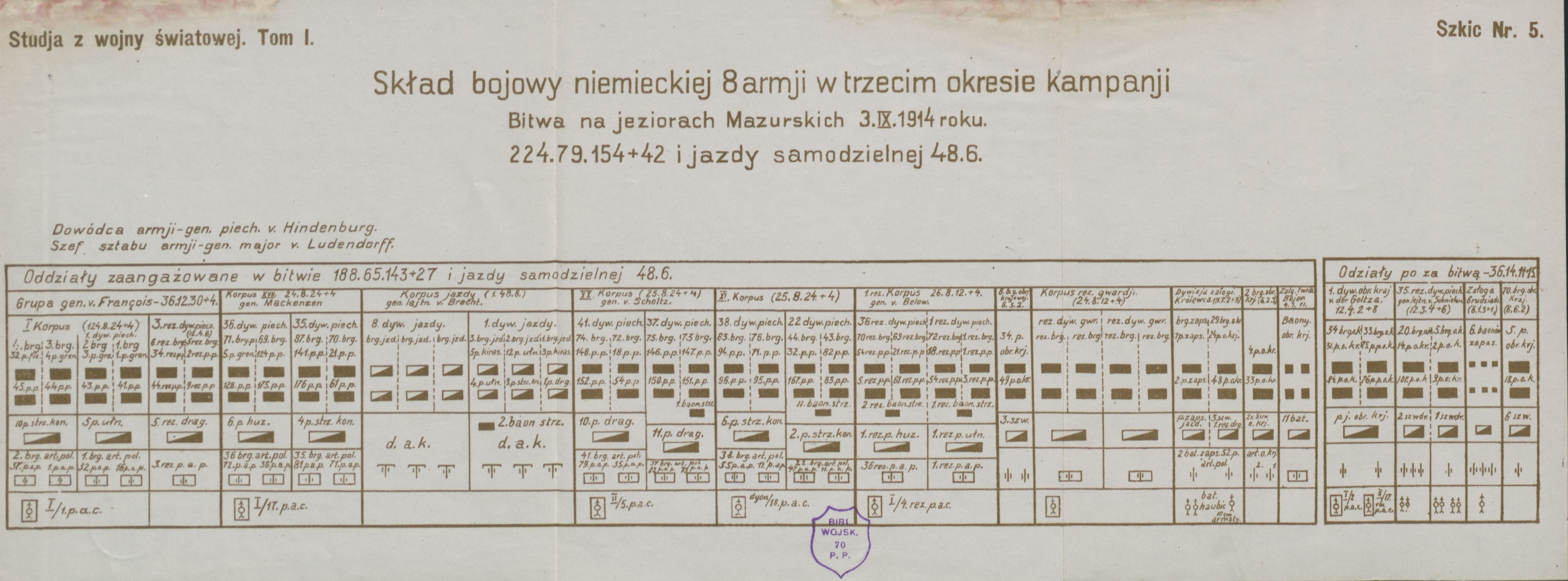
Skład bojowy niemieckiej ósmej armii w trzecim okresie kampanii 3 września 1914 r. (miejsce przechowywania: Archiwum Państwowe w Poznaniu).

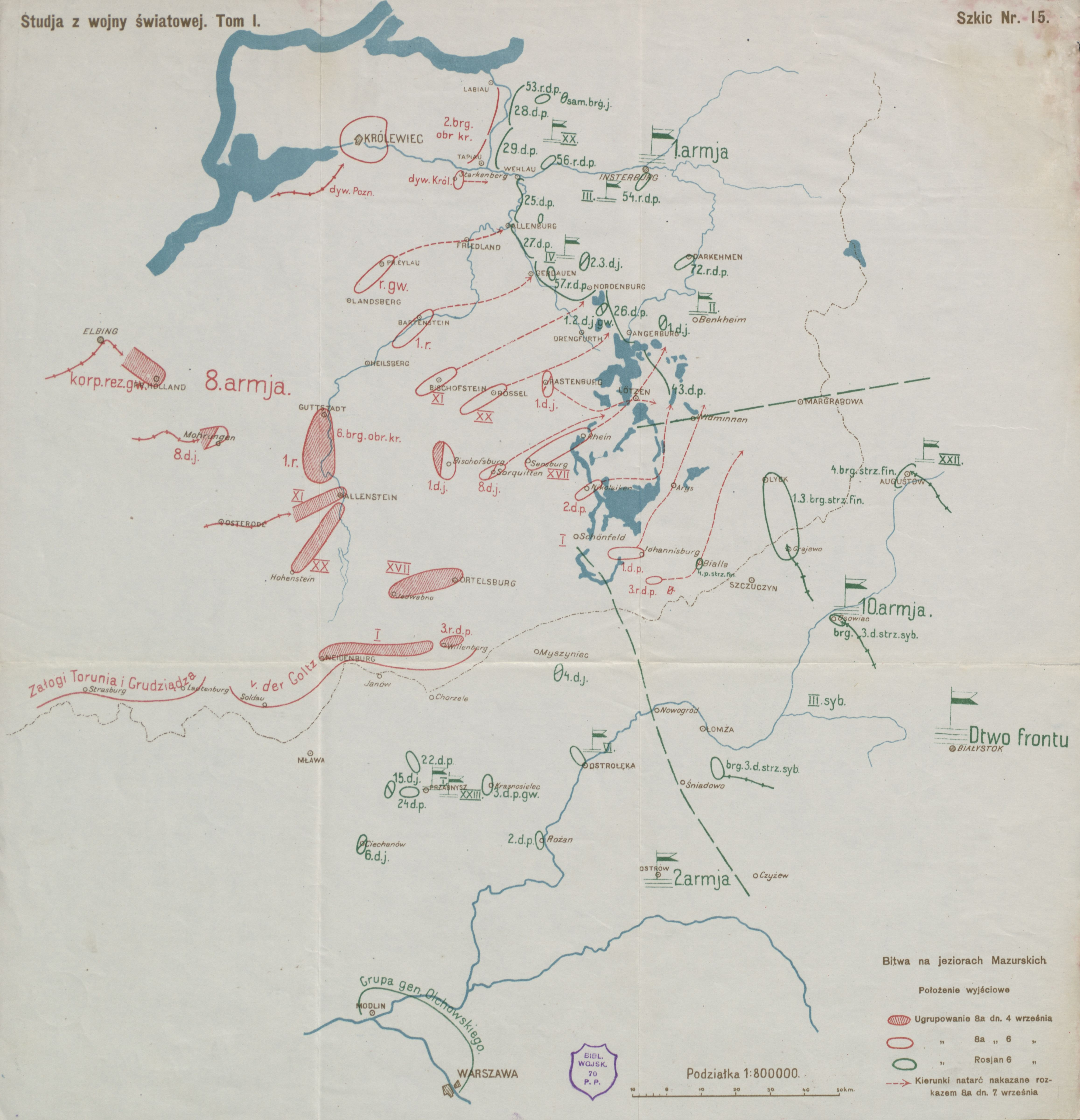
Bitwa nad jeziorami mazurskimi w okresie od 4 września do 7 września 1914 r. (miejsce przechowywania: Archiwum Państwowe w Poznaniu)

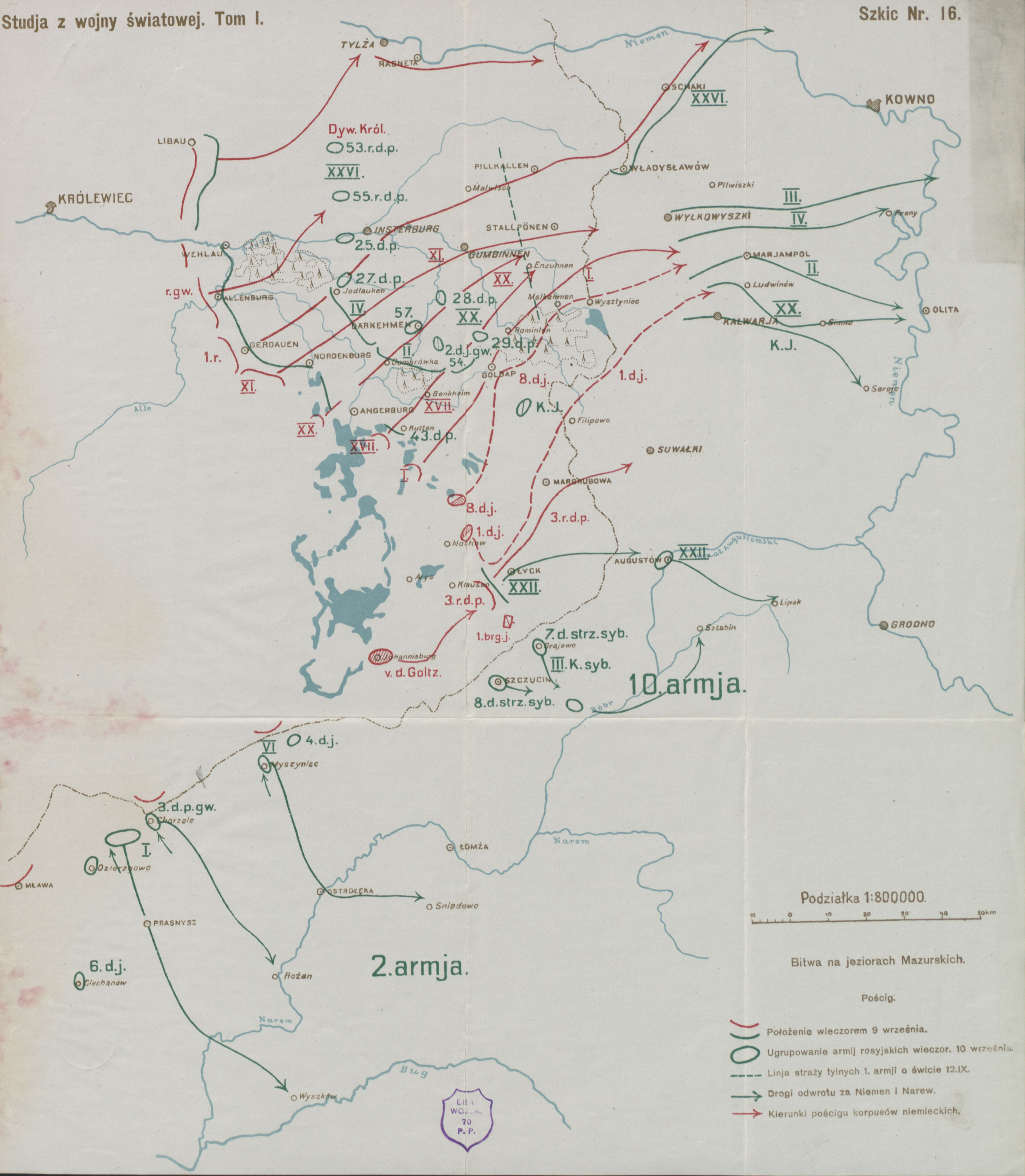
Bitwa nad jeziorami mazurskimi 9 września – 12 września 1914 r. (miejsce przechowywania: Archiwum Państwowe w Poznaniu)

## Przebieg bitwy
8 września, zgodnie z wydanymi wcześniej rozkazami, niemiecka 8 Armia przystąpiła do ofensywy. Jako pierwsze rozpoczęły natarcie jednostki 1 Korpusu (1 i 2 DP), które opanowały cieśniny między jeziorami i zdobyły Orzysz. Nie udało się przełamać frontu rosyjskiego jednostkom XVII Korpusu (na północ od I), które tego dnia zepchnęły tylko obronę na linię Pozezdrze (Possessern, Grossgarten) – Kruklanki. Pozostałe korpusy nie prowadziły w tym dniu walk. Widząc poważne zagrożenie swego lewego skrzydła, dowódca 1 Armii rosyjskiej zdecydował się na wzmocnienie go XX Korpusem i jedną dywizją (54 Rezerwowa DP), które do tej pory znajdowały się w rejonie Wystruci (Insterburg, obecnie Czerniachowsk). Jednostki te miały dotrzeć do zagrożonego rejonu między 9 a 10 września.
Tymczasem drugiego dnia bitwy (9 września) XVII Korpus niemiecki przełamał obronę rosyjską w rejonie Pozezdrze-Kruklanki. Do natarcia przeszły też korpusy znajdujące się w centrum ugrupowania niemieckiego (I Rezerwowy, XI i XX), jednak tego dnia nie udało im się przełamać pozycji rosyjskich. Mimo ewidentnego zagrożenia obejściem 1 Armii, dowódca Frontu Północno-Zachodniego nie zdecydował się na posłanie z pomocą korpusów 10 Armii, znajdujących się opodal. W ciężkiem swem położeniu 1 armja zostaje osamotniona przez wycofanie 10 armii, lecz dowódca frontu uczynił to, jak podaje, na wyraźne oświadczenie generała Rennekampfa, że da on sobie radę własnymi siłami – przeto on poniesie winę za niepowodzenie. Z chwilą znalezienia tej usprawiedliwiającej motywacji, generał Żyliński czuje się spokojnym i zdaje podległego sobie dowódcę jego własnym losom. Tak więc już 9 września, drugiego dnia ofensywy niemieckiej, wobec załamania się lewego skrzydła i otwarcia Niemcom drogi na tyły armii, Rennekampf zmuszony został do przerwania bitwy i rozpoczęcia odwrotu. Stosowny rozkaz został wydany w nocy z 9 na 10 września. Ponieważ także tej nocy rozpoczęły odwrót jednostki 10 Armii, jednak w innym niż Rennekampf kierunku, skrzydło jego armii zawisło w powietrzu, umożliwiając Niemcom rozpoczęcie manewru okrążającego.
W nocy z 9 na 10 września korpusy rosyjskie oderwały się od przeciwnika i rozpoczęły nakazany przez dowódcę armii odwrót. Był on zupełnie niezauważony przez dowództwo niemieckie, które dopiero koło południa nakazało rozpoczęcie pościgu. Tego dnia Niemcy zajęli bez walki Lyck (Ełk). Korpusy rosyjskie miały jeszcze możność wycofać się na wschód unikając bitwy i bez większych strat, jednak rozkazy Rennekampfa zatrzymały odwrót oddziałów rosyjskiego centrum, gdy tymczasem lewe skrzydło armii cały czas cofało się. Odwrót centrum rozpoczął się dopiero w południe 11 września, kiedy znajdowało się już w bezpośrednim kontakcie z prowadzącymi pościg jednostkami niemieckimi. Tego dnia luka między lewym skrzydłem 1 Armii a korpusami 10 Armii sięgała już w linii prostej 75km, tak więc oskrzydlana od południa 1 Armia wycofując się, skręcała na północ. W ciągu 13 i 14 września minęła granicę rosyjsko-niemiecką, przechodząc Niemen. 14 września dowództwo niemieckiej 8 Armii postanowiło wstrzymać pościg i zatrzymać korpusy XI, XVII i XX, zaś osiągnięcie linii Niemna powierzyć korpusom I, I Rezerwowemu i korpusowi kawalerii. Do 15 września korpusy te wyszły na linię Szredniki, Mariampol i Kalwaria nad Niemnem, co stanowiło kres ich pościgu za Rosjanami.
Bitwa była zakończona. Dzięki w porę zarządzonemu odwrotowi 1 Armia uniknęła losu wojsk Samsonowa – chociaż pobita i zdziesiątkowana, nie utraciła jednak ani jednego korpusu i uniknęła okrążenia. Poniosła wszakże ogromne straty, sięgające 100 000 żołnierzy (około 40 000 jeńców i 60 000 zabitych i rannych). Utracono też blisko 150 dział.

## Ocena
Rosjanie ponieśli już drugą w ciągu miesiąca klęskę. Tym razem odpowiedzialność za nią spada głównie na dowódcę Frontu Północno-Zachodniego, generała Żylinskiego, który swoimi pozbawionymi realizmu planami wystawił 1 Armię na cios niemiecki. Jeszcze w trakcie trwania niemieckiego pościgu, Żylinski próbował całą odpowiedzialność zrzucić na Rennekampfa, meldując Stawce, tj. rosyjskiemu naczelnemu dowództwu, iż: [...] Rennekampf, który najwidoczniej stracił panowanie nad sobą [...] uciekł do Wyłkowyszek, zerwawszy ze mną łączność. Po prostu opanowała go panika i nie może już kierować armią. [...] Rennekampfa proszę usunąć ze stanowiska dowódcy armii. Stawka nie uległa jednak namowom dowódcy frontu – właśnie jego uznała winnym, pozbawiając stanowiska. Dowódcą armii pozostał Rennekampf, mimo całej jego nieudolności, okazanej zwłaszcza w czasie bitwy pod Tannenbergiem.
Specjalną operatywnością nie wykazało się także dowództwo niemieckie, które pozwoliło wymknąć się z potrzasku 1 Armii. Tak ocenia te poczynania Bolesław Zawadzki: Zwykła akcja czołowa, wzmocniona tylko dywersją na skrzydle. [...] Dowództwo niemieckie istotnie posiadało daleko idące możliwości manewrowe, mogło kusić się o osaczenie nieprzyjaciela. Nie uczyniło tego, lecz wybrało rozwiązanie łatwiejsze – wypchnięcie armii rosyjskiej. Należy jednak nieco złagodzić ton tego badacza. Rosjanie (uwzględniając tylko siły, które rzeczywiście zostały zaangażowane do działań) mieli nad Niemcami przewagę 60 batalionów – 248 rosyjskich wobec 188 niemieckich. Niemcy dysponowali za to przewagą w artylerii – 858 dział polowych i 108 ciężkich (143 i 27 baterii) wobec 744 dział polowych i 72 ciężkich (93 i 12 baterii) po stronie rosyjskiej.  Niemcy w tej bitwie wykorzystali 83% swoich sił (188 batalionów z 224), zaś Rosjanie  58% (248 batalionów z 428).
Podobnie relacje te wyglądały w poprzednich bitwach, tj. pod Gąbinem i Tannenbergiem. Niemcy przystępując do zdecydowanych działań, działali w pełnej koncentracji sił, skupiając je, zwłaszcza zaś artylerię, w jedno potężne zgrupowanie. Rosjanie natomiast działali w rozproszeniu i nigdy nie potrafili wykorzystać posiadanej przewagi. Rozciągnięcie sił i niezdolność do ich koncentracji była jedną z przyczyn klęsk rosyjskich w Prusach Wschodnich.